# V343 Близнецов
V343 Близнецов (лат. V343 Geminorum, HD 59086) — двойная звезда в созвездии Близнецов на расстоянии приблизительно 1 657 световых лет (около 508 парсек) от Солнца. Видимая звёздная величина звезды — от +7,86m до +7,61m.

## Характеристики
Первый компонент — красный гигант, пульсирующая полуправильная переменная звезда типа SRB (SRB) спектрального класса M1, или M6, или Ma, или K0. Масса — около 1,369 солнечной, радиус — около 174,568 солнечных, светимость — около 892,982 солнечных. Эффективная температура — около 3874 К.
Второй компонент — коричневый карлик. Масса — около 47,04 юпитерианских. Удалён в среднем на 1,661 а.е..